# 巴德爾

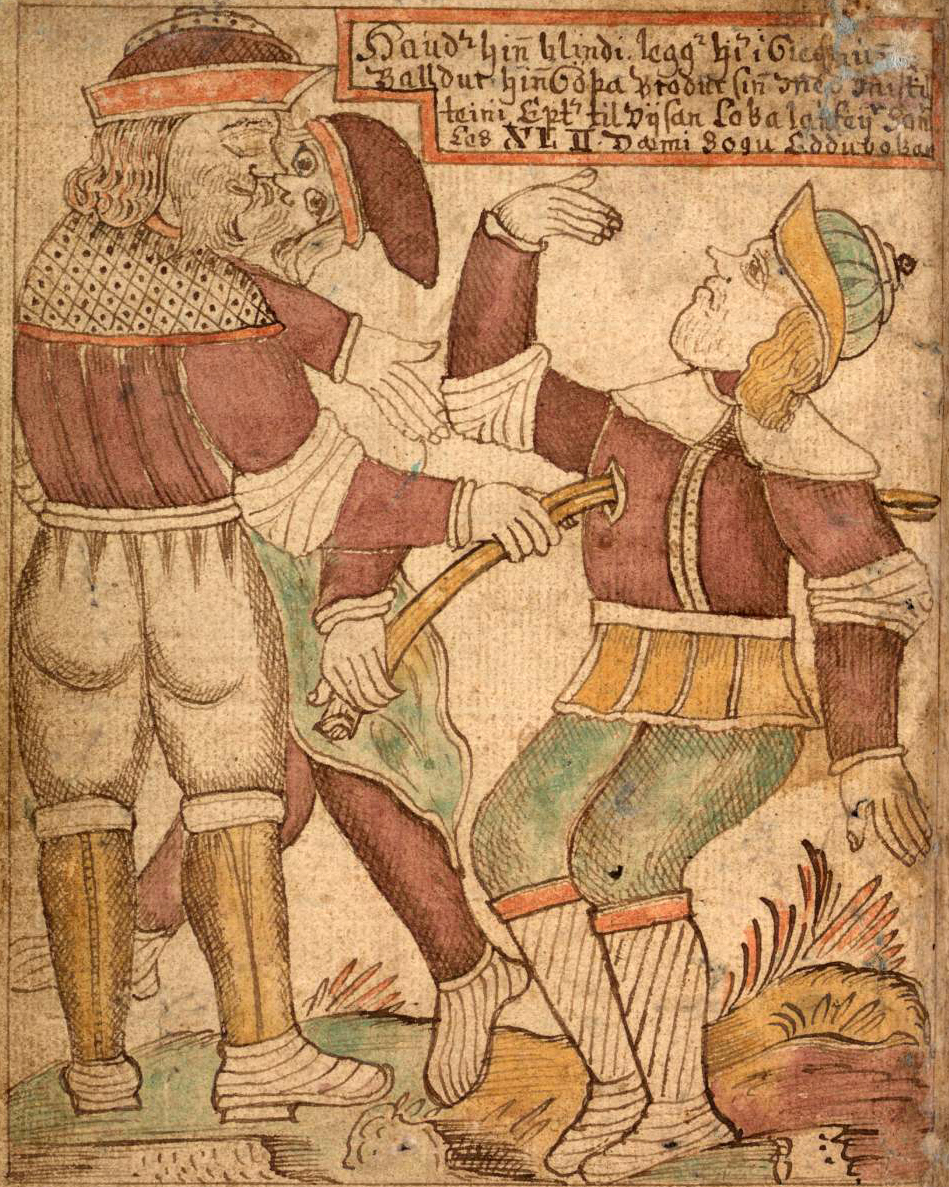
18世紀冰島手抄本中的巴德爾之死插畫

巴德爾（古北歐語：Baldr、Baldur；英語：英語：；盎格魯薩克遜語：Bealdor／Baldor，Bældæg/Beldegg；古高地德語：Palter；哥德語：Baldrs），意即「盛開的花」。他是光輝美麗的化身，春天與喜悅之神，是光的擬人化。
巴德爾的父親是主神奧丁，母親是神后弗麗嘉。他和黑暗神霍德爾（Hoder）是孿生兄弟。他的妻子是尼普（Nip）女神的女兒南娜（Nanna），他們生了兩個兒子，即布羅諾（Brono，日光）和真理與正義之神凡賽堤（Forseti）。
巴德爾有一艘大船靈舡（Hringhorni），這船是所有船中最大的。他的住所是布列達布利克。

## 巴德爾之死
在北欧神话中，關於他的故事不多，最重要的是關於他的死亡，光是這個主題的故事，就有幾種不同的版本。

### 詩人史洛里的《新艾達》版
當巴德爾做夢感受到死亡的陰影時，他的母親弗麗嘉感到非常擔心，因此跑遍世界各地，請求萬物發下誓言不可傷害巴德爾。所有的事物皆發誓，唯獨一棵長在英靈殿東邊的槲寄生（mistletoe）幼苗除外，因為它太弱小，應該無法傷人。
諸神為巴德爾感到高興，他們將武器往巴德爾扔去，果然無法傷害這位光明之神。洛基是火的化身，平時就對光明的巴德爾感到無比的嫉妒，所以他變成老嫗探問弗麗嘉，套知唯有小槲寄生沒有發誓的事。洛基取得槲寄生樹枝交給目盲的霍德爾，讓他拿著丟向巴德爾，巴德爾因此死亡。另一說法是，槲寄生樹在霍德爾丟出後，變成了一把寶劍，也就是米斯特汀（Mistilteinn）劍，意即「長青劍」。
光明之神死亡後，世界陷入黑暗，眾神非常悲傷，巴德爾的妻子南娜因為心碎過度也死了。他們將巴德爾和南娜的屍體放在靈船上，奧丁將他的魔法指環德羅普尼爾當作送葬禮物，和其他送葬品都一起放入船中。但是大船太重了，諸神們推不動，旁邊觀禮的巨人建議他們找女巨人希爾羅金（。火煙）幫忙，船終於下水。索爾舉鎚點火，完成葬禮。
但弗麗嘉不願放棄希望，她請託赫爾莫德（Hermod）騎著奧丁的八足神馬斯萊布尼爾（Sleipnir）前往死亡之國。死亡之國的女王海拉（Hel）對信差開出條件：如果所有的生命及無生命都為巴德爾哭泣的話，才可讓巴德爾復活。於是，萬物都哭泣了，相傳這眼淚就是早晨時的露水。唯獨一個女巨人索克（。煤）住在地底，她並不需要光明，所以她不肯為巴德爾哭泣，所以巴德爾只能繼續留在死亡之國。另一說法，這女巨人其實是洛基為了阻撓巴德爾的復活而變的。
奧丁一心想為巴德爾復仇，他在事情發生之前，就已經由女預言者伐拉（Vala）處得知巴德爾必死的預言，他也知道他和女巨人琳達（Rind）生下的孩子瓦利（Vali）將會報巴德爾之死的仇。於是奧丁用計和琳達發生關係，當瓦利生下來時，一天之內就長大成人，沒有梳洗，就拿了弓箭，射殺了盲眼的黑暗之神霍德爾。
至於洛基由於罪孽太大，諸神於是給予他永遠的懲罰，直到諸神的黃昏到來。當世界末日的戰爭中，舊的神祇死亡，宇宙將會重生，而瓦利就是新世界的神明。

### 《艾達》詩集中的版本
至於在艾達中，故事的說法即和上面的版本頗有出入。
- 第一、洛基並沒有出現在故事中。
- 第二、巴德爾是由於罪惡感才做惡夢。
- 第三、前往死亡國的是奧丁而非赫爾莫德。

### 巴德爾之死另一說
這一個故事是丹麥史家沙庫索的版本，和上面的故事差距更大了。這個故事中，巴德爾（Balder）和霍德爾（Hoder）並非孿生兄弟，霍德爾其實是瑞典的王子，由挪威國王撫養長大（古時的北歐有易子而教的習俗），而挪威的公主南娜是他的未婚妻。但奧丁之子的巴德爾也看上南娜，所以他決定殺掉霍德爾。這個計謀被「森林處女」們（相當於女武神）知道了，她們警告了霍德爾。於是在挪威國王的建議下，霍德爾殺了沙丘洛斯（一種半人半獸妖怪）得到了魔劍，並在森林處女的幫助下，戰勝巴德爾。

## 巴德爾之死的含意
光明之神巴德爾也象徵著太陽，巴德爾之死暗示著白晝之後必然是接著黑夜。瓦利是代表自然力量的神。這說明了陰暗的長冬過後，新光明的再臨。
另外，槲寄生被古人普遍認為有著特殊的魔力或神力，因為槲寄生在冬季依然常青，不接觸地面也能成長，所以被認為是樹木靈魂所在。巴德爾同時也具有橡樹的象徵，巴德爾的靈魂寄生在外面的槲寄生上面，砍下槲寄生，才能殺死巴德爾。
再說奧丁為什麼需要另生一子報仇，據說乃是因為：一個家族成員殺死另一個家族成員，是很不幸的，即使想要報仇，也只會帶來更大的不幸；但也不能讓家族之外的人來殺死自己的家人。但剛出生一天、尚未梳洗的瓦利，剛好處於模糊地帶，所以可以執行復仇，將霍德爾殺死。

## 大眾文化中
- 电子遊戲《战神4》中作为主要反派角色登场。
- 电子遊戲《刺客信条：英灵殿》资料片「諸神黃昏的預兆」中的角色。